# Sarcoglottis villosa
Sarcoglottis villosa är en orkidéart som först beskrevs av Eduard Friedrich Poeppig och Stephan Ladislaus Endlicher, och fick sitt nu gällande namn av Rudolf Schlechter. Sarcoglottis villosa ingår i släktet Sarcoglottis och familjen orkidéer. Inga underarter finns listade i Catalogue of Life.